# Manaquí de carpó blau
El manaquí de carpó blau (Lepidothrix isidorei) és un ocell de la família dels píprids (Pipridae).

## Hàbitat i distribució
Viu a la selva pluvial dels turons dels Andes de l'est de Colòmbia, est de l'Equador i est del Perú.